# Tarn i Garonna
Tarn i Garonna (fr. Tarn-et-Garonne, wymowaⓘ, taʀnegaˈʀɔn) – francuski departament, położony w regionie Oksytania. Utworzony został 21 listopada 1808. Departament oznaczony jest liczbą 82.
Według danych na rok 2010 liczba zamieszkującej departament ludności wynosiła 241 698 os. (65 os./km²); powierzchnia departamentu to 3718 km². Ośrodkiem administracyjnym (prefekturą) i największym miastem departamentu jest Montauban.
W 2023 roku w skład departamentu wchodziło 195 gmin (lista).

## Miejscowości
Największe miejscowości departamentu (w nawiasach liczba ludności w 2021 roku):

- Montauban (61 919)
- Castelsarrasin (14 178)
- Moissac (13 748)
- Caussade (6804)
- Montech (6650)
- Nègrepelisse (5743)
- Valence (5256)
- Verdun-sur-Garonne (4866)
- Montbeton (4299)
- Grisolles (4197)
- Saint-Étienne-de-Tulmont (4029)
- Labastide-Saint-Pierre (3792)
- Beaumont-de-Lomagne (3768)
- Bressols (3729)
- Albias (3305)
- La Ville-Dieu-du-Temple (3251)
- Lafrançaise (2852)
- Saint-Nicolas-de-la-Grave (2293)
- Septfonds (2248)
- Monclar-de-Quercy (2026)
- Saint-Nauphary (1921)
- Saint-Antonin-Noble-Val (1918)
- Réalville (1863)
- Orgueil (1721)
- Pompignan (1721)
- Corbarieu (1702)
- Montbartier (1643)
- Dieupentale (1634)
- Lavit (1633)
- L’Honor-de-Cos (1606)
- Montpezat-de-Quercy (1597)
- Aucamville (1541)